# Hans von Hoffensthal

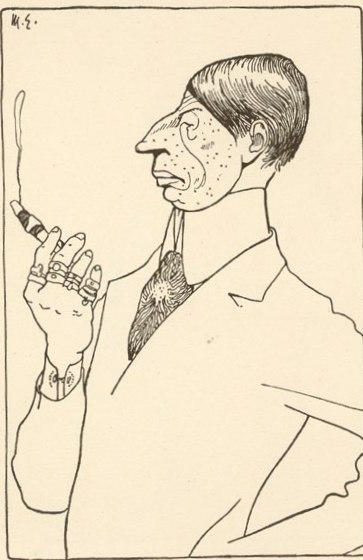
Max von Esterle: Hans von Hoffensthal, Karikatur, in: Der Brenner 1911

Hans von Hoffensthal (geboren 16. August 1877 in Maria Himmelfahrt, Österreich-Ungarn; gestorben 7. Dezember 1914 in Gries bei Bozen, eigentlich Johann Nepomuk Anton Josef Maria von Hepperger zu Tirschtenberg und Hoffensthal) war das Pseudonym eines  österreichischen Schriftstellers und Arztes aus dem Bozener Bürgertum. Hoffensthal hat ein Werk von sieben Romanen, Novellen und einer Vielzahl von Feuilletons verfasst und galt dem Österreichischen kleinen Literaturlexikon noch im Jahre 1948 als ein Autor „wertvoller Landschaftsromane voll sinnlicher Leidenschaft und glühender Liebe zur Südtiroler Heimat“.

## Leben
Johann von Hepperger wurde einen Tag nach Mariä Himmelfahrt im Oberbozener Ortsteil Maria Himmelfahrt im Magdalena-Haus seiner Großeltern Zallinger-Thurn geboren. Die Tradition verpflichtete seine Eltern aus dem Bozener Bürgertum zum Aufenthalt in der Frisch auf dem Ritten, wo man mit seinesgleichen verkehrte und unter sich heiratete. Der Vater Anton von Hepperger war Richter in verschiedenen Städten Tirols. Johann von Hepperger studierte in Innsbruck Medizin und wurde dort im Jahr 1902 promoviert. Bei seinen  militärischen Dienstverpflichtungen zeigte er sich nicht motiviert und war „zur Charge wegen seiner Gleichgültigkeit im Dienst nicht geeignet“, eine ähnliche Orientierungslosigkeit im Studium und in der Berufswahl schreibt er auch (autobiographisch) seinen Protagonisten zu, dazu noch „Standesdünkel, bohèmehafte Nachlässigkeit und Schlamperei“. Nach drei Jahren ärztlicher Tätigkeit in Wien eröffnete er 1905 unter seinem bürgerlichen Namen Hanns von Hepperger eine Praxis als „Nervenspezialist“ in Bozen.

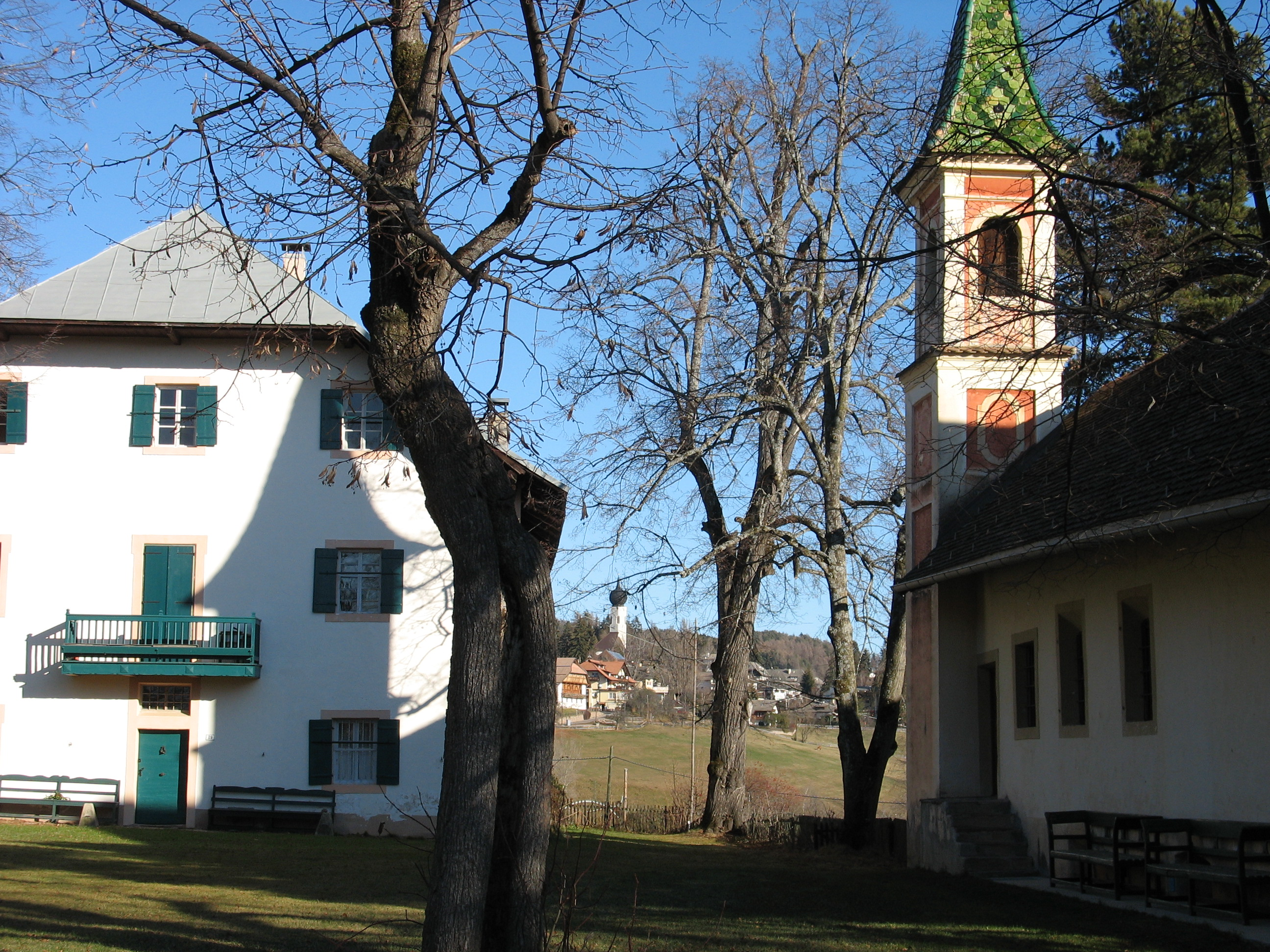
Geburtshaus in Maria Himmelfahrt

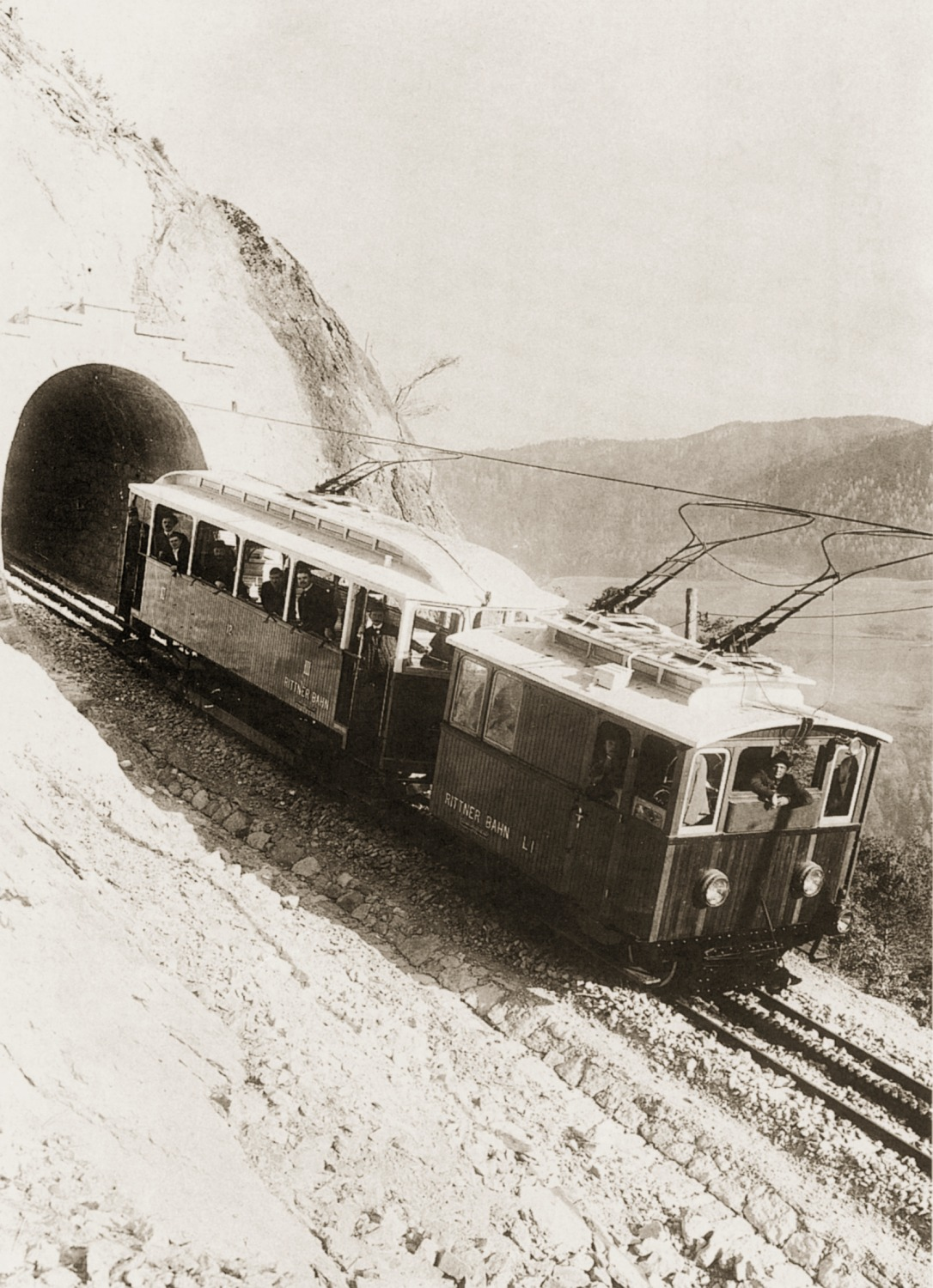
Der Tourismus erklimmt die Berge: 1907 wird die Rittner Bahn von Bozen nach Klobenstein eröffnet

In seinen Romanen, die er unter dem Namen Hans von Hoffensthal veröffentlichte, gab es wenig verhüllte, stark autobiographische Züge und Bezüge zu seinem gesellschaftlichen Umfeld in Bozen (der Stadt) und Oberbozen (der Natur).
Hoffensthal war ein Chronist der gesellschaftlichen Veränderungen, den tatsächlichen politischen Zusammenbruch der k.u.k. Monarchie und die dramatischen Änderungen in Tirol nach 1919 hat er allerdings nicht mehr erlebt. So war seine Zeit für ihn auch eine Zeit des „Abschieds von Oberbozen“, als die aristokratischen „Botzner“ Händler ihre splendid isolation auf dem Ritten gegen den touristischen Zug der Zeit aufgaben, den sie selbst mit Zahnradbahn-Aktiengesellschaften und Hotelbau-Aktiengesellschaften im Jahre 1907 nun auch mit der Rittner Bahn auf den Ritten leiteten. Der Naturzerstörung setzte er eine hymnisch überhöhte Schilderung der Naturlandschaft des Bozener Landes entgegen. Moderner in seiner Thematik schien Hoffensthal etwa dann, wenn er die männliche Doppelmoral thematisiert und am Beispiel der an der Geschlechtskrankheit Gonorrhoe erkrankten Lori Graff die Naturidylle bricht, wenn auch das tabuisierte Wort mit Rücksicht auf den Lesermarkt bei ihm nur umschrieben wird, der Arzt eröffnet dem Ehemann die Diagnose: „Eine Krankheit – ich erspare Ihnen den Namen, den Sie selbst wissen“, schon diese Andeutung sorgte um die Jahrhundertwende dafür, das Buch von den lesehungrigen höheren Töchtern fernzuhalten. Das Buch erhielt eine Rezension von Alois Brandl im Literarischen Echo.
Die Nationalsozialisten stellten das Buch 1938 auf die Liste des schädlichen und unerwünschten Schrifttums.
Auf Grund der von ihm veröffentlichten Zeitschriftenartikel, zum Beispiel im Simplicissimus, in der Zeitschrift Jugend oder in der Vossischen Zeitung, und der mehrfach aufgelegten Romane, die bei Ullstein und Egon Fleischel und später bei der Deutschen Verlags-Anstalt verlegt wurden (und noch nach seinem Tod Auflagen hatten) und mit deren Erfolg zumindest die Verleger zufrieden sein konnten, wurde er von einigen wenigen literarischen Zeitgenossen beachtet und aus der Nähe wahrgenommen, so berichtet Friderike Winternitz an Stefan Zweig im Januar 1913 von ihrem Aufenthalt auf dem Ritten, oder er geriet in Streit mit ihnen, so mit Ludwig von Ficker in der literarisch-expressionistischen Zeitschrift Der Brenner. Befreundet war er mit dem Bozener Albert von Trentini.
Im Jahr 1911 erkrankte er an Tuberkulose, er löste die Arztpraxis auf und ging auf eine mehrjährige Schiffsreise mit dem Ziel Japan, kehrte aber bereits nach einem Jahr aus Indien entkräftet zurück und starb 1914.
Die Mittelschule im Rittner Hauptort Klobenstein ist nach Hans von Hoffensthal benannt.

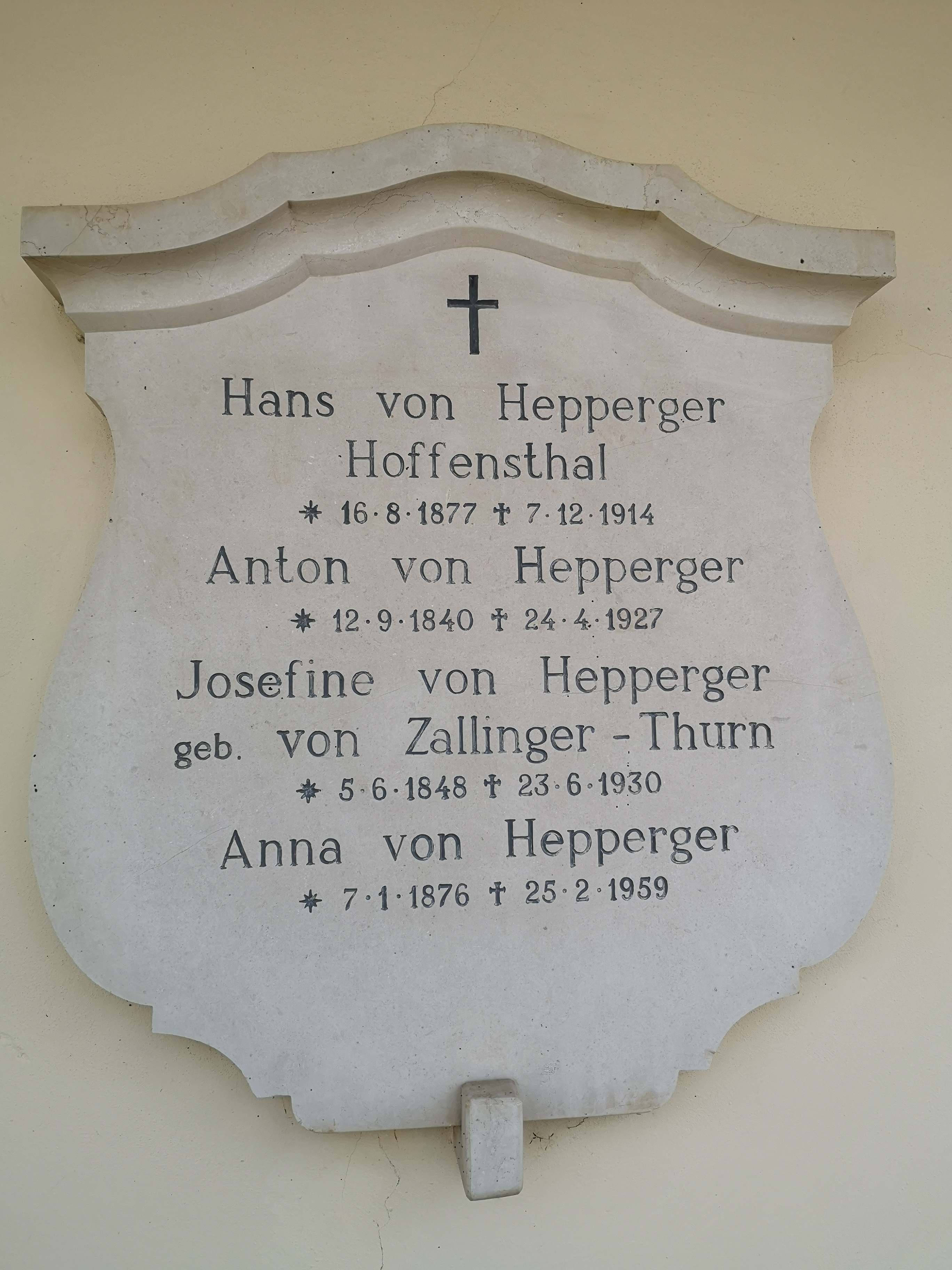
Grabmal Hepperger-Hoffensthal im Friedhof von Maria Himmelfahrt (Oberbozen)

## Werke (Auswahl)

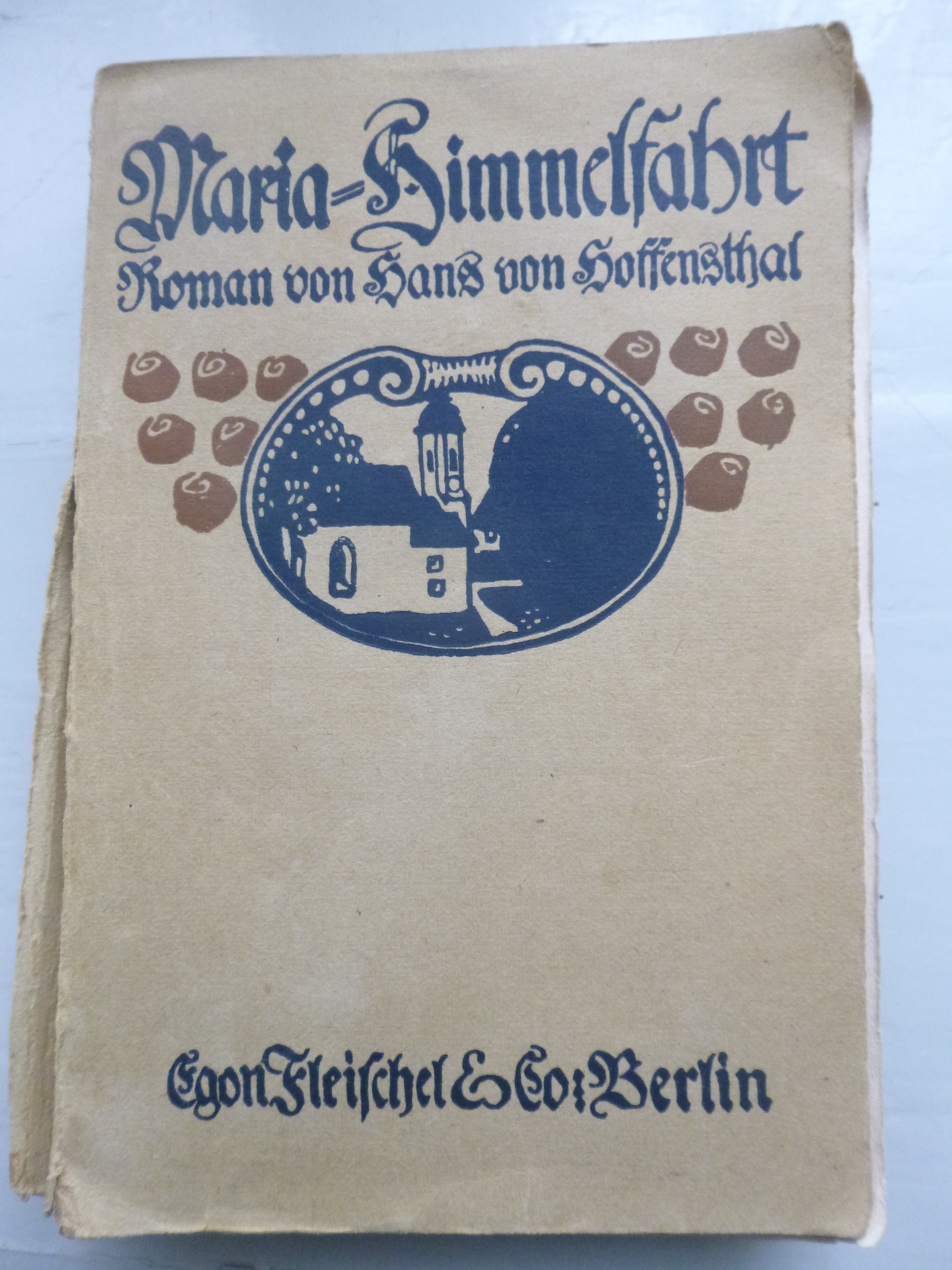
Maria-Himmelfahrt, 1905

- Maria-Himmelfahrt. Roman. Berlin 1905 OCLC 561017455
- Helene Laasen. Roman. E. Fleischel & Co., Berlin 1906 OCLC 249829830
- Abschied von Oberbozen. Bolzano (1907): Privatdruck Amonn, 1930 OCLC 72547455
  - Abschied von Oberbozen. Vorwort Josef Rampold. Fotos Oswald Kofler. Bozen: Athesia 2002, ISBN 88-7014-538-7.
- Hildegard Ruhs Haus, Novellen. Deutsche Verlagsanstalt, Stuttgart 1907[Digitalisat 1] OCLC 897284544 I: Hildegard Ruhs Haus; II: Das Orgelspiel Unserer Lieben Frau; III: Im Frühling; IV: Legende; V: Das Mädchen von Maria-Himmelfahrt; VI: Geschwister Santifaller; VII: „Tonele – – schlafst“; VIII: Gottes Liebling; IX: Die Sommersänger; X: Der Herrgott, der Teufel und der Dritte; XI: Berta Engel; XII: Schwester Godelenas Erzählung; XIII: Das Kreuz; XIV: Crescendo.
- Das Buch vom Jäger Mart. Roman. E. Fleischel & Co., Berlin 1908 OCLC 249828942
- Lori Graff. Roman. Fleischel, Berlin 1909 OCLC 917616048
- Das dritte Licht. Roman. Fleischel, Berlin 1911 OCLC 249829006
- Marion Flora. Roman. Fleischel, Berlin 1914 OCLC 249829799
- Moj. Roman. Ullstein, Berlin, Wien 1915 OCLC 249829863
- Das Herz im Walde. Novellen. Fleischel, Berlin 1916 OCLC 72547458 I: Das Herz im Walde; II: Die Kinder von Annegg.

## Digitalisate
1. ↑  Hildegard Ruhs Haus, Novellen. 2. Auflage, Fleischel, Berlin 1910 als Digitalisat bei Tessmann digital